# عشبة القنفذ
عشبة القنفذ وتسمى في الإنجليزية المكنسة الزرقاء نوع من النباتات المزهرة في فصيلة بقولية. موطنها الأصلي الأماكن الجبلية الصخرية في جبال البرانس والبحر الأبيض المتوسط والمغرب. هي شجيرة قزمة شوكية أبيدة تنمو على شكل قبة تطول وتعرض نحو 30 م. لها أوراق شجر كثيفة، وأزهار شبيهة بالبازلاء ذات لون أرجواني في أواخر الربيع وأوائل الصيف.

## زراعة
يزرع عشبة القنفد نباتاً للزينة. من الأفضل زراعته في الشمس، في تربة قلوية شديدة التصريف والتي تعيد إنتاج الحجر الجيري في موطنها الأصلي. بمجرد إنشائها، فهي طويلة العمر للغاية.

## معرِض الصور

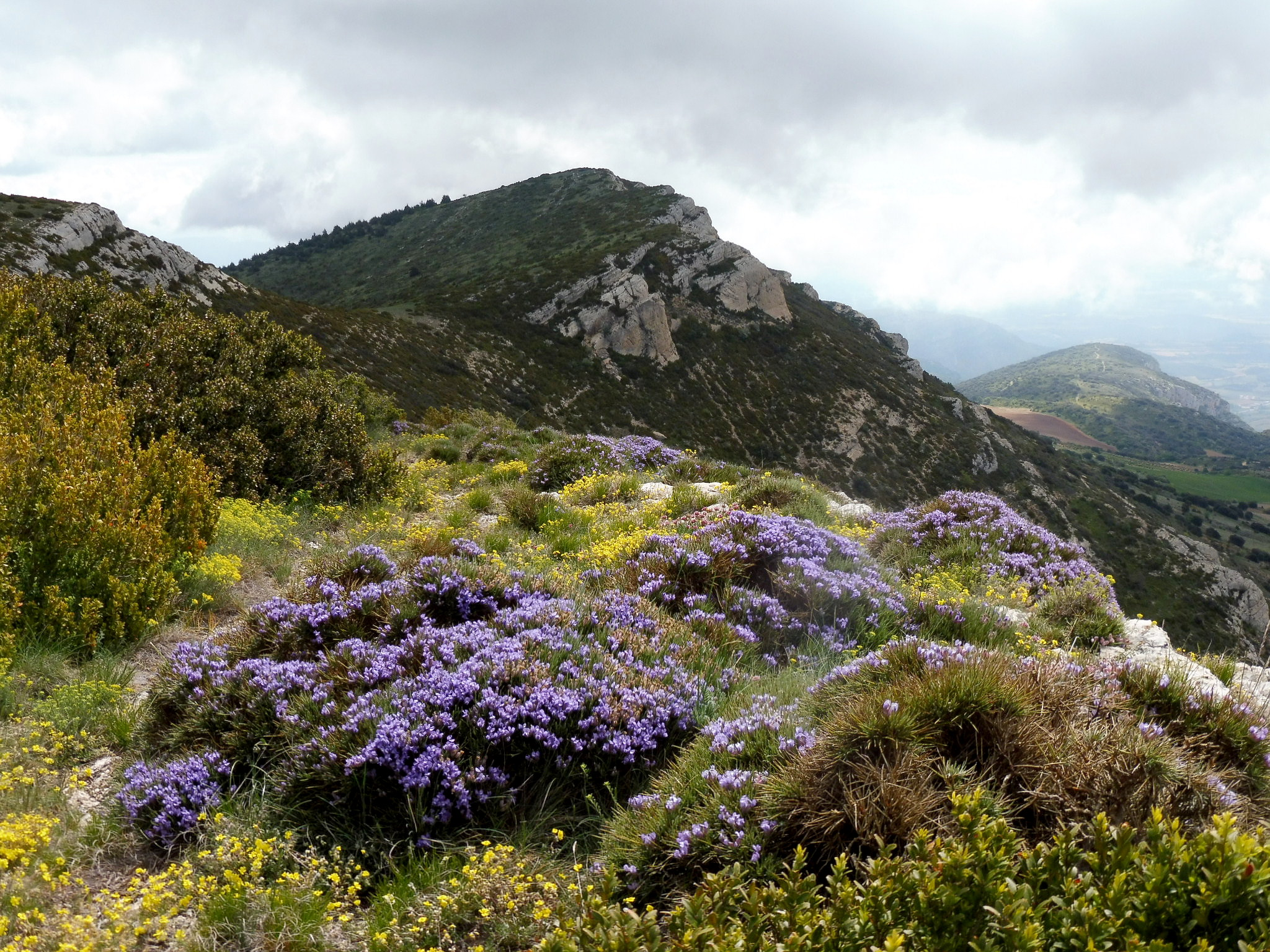
سفح جبال البرانس
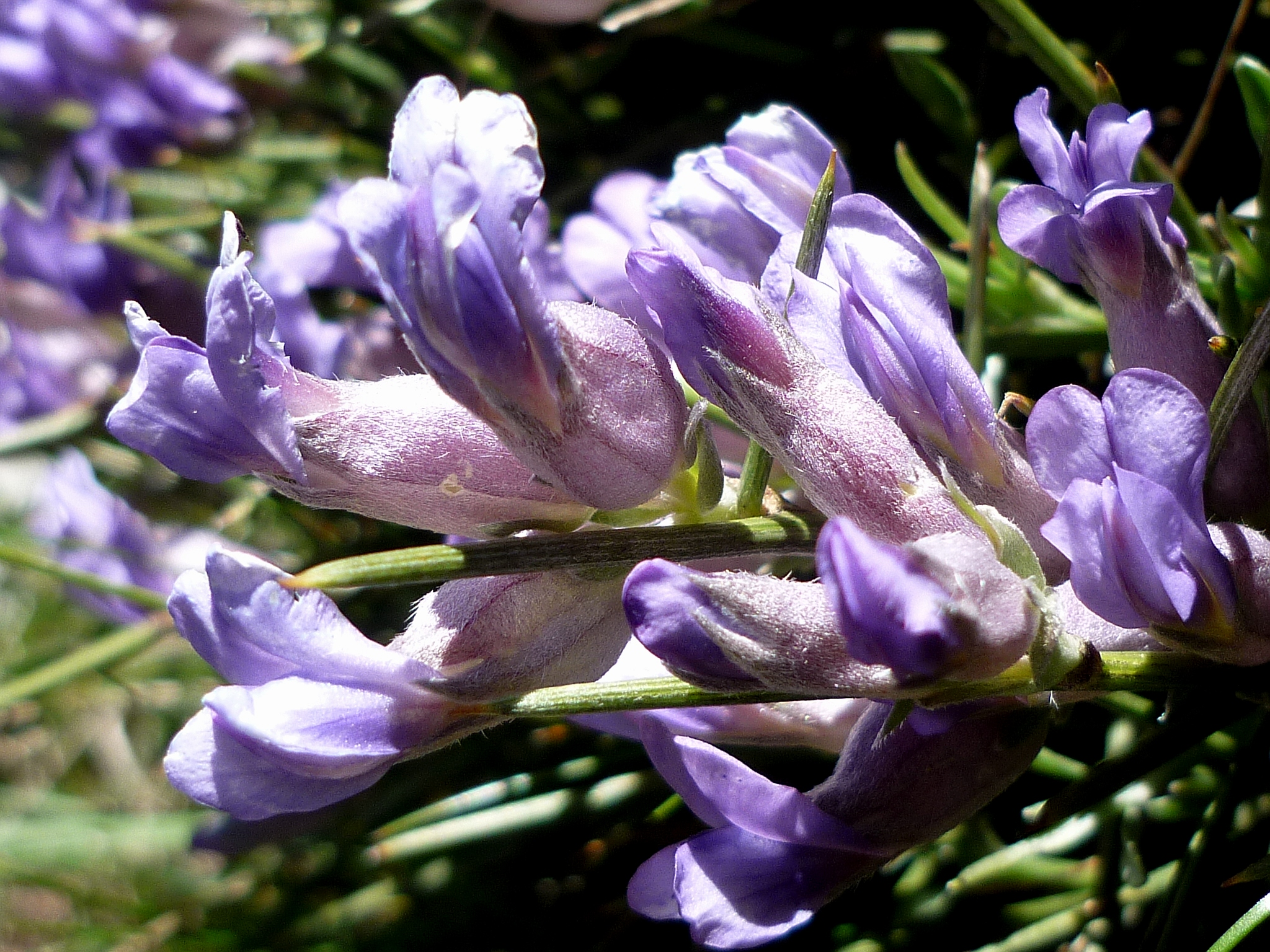
لقطة مقرّبة للزهور
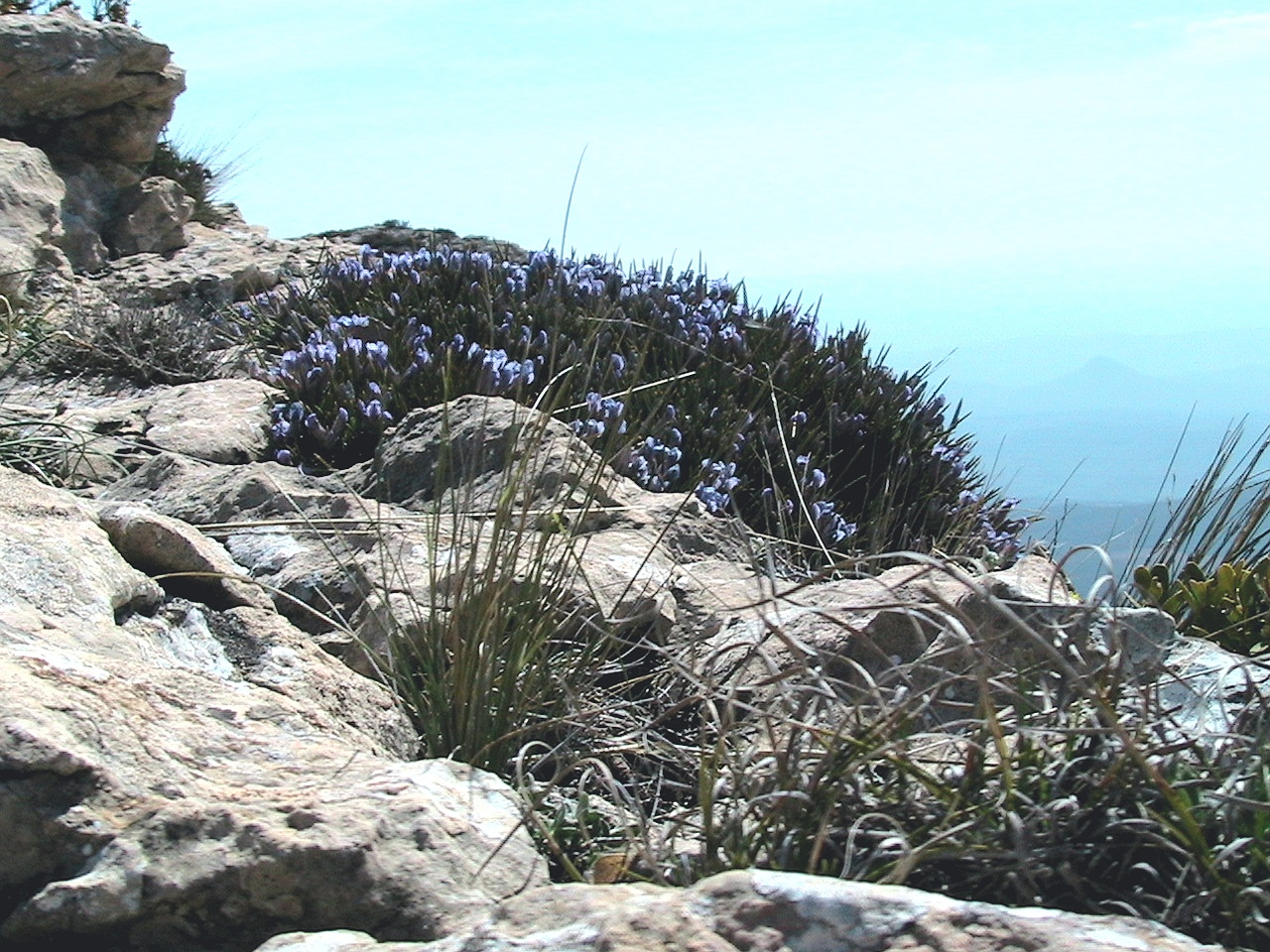